# SMS Réka
Le SMS Réka était un destroyer de classe Huszár construit par l'Autriche-Hongrie à partir de 1908.